# Nationallandschaften Finnlands
Als Nationallandschaften Finnlands, originalsprachlich Suomen kansallismaisemat  (finnisch) oder Finlands nationallandskap (schwedisch)
werden in Finnland bestimmte Natur- und Kulturlandschaften bezeichnet, denen besonderer Symbolwert für die Geschichte, Kultur oder Natur des Landes beigemessen wird. Eine repräsentative Liste von 27 solcher Gebiete wurde 1992 – im Zusammenhang mit dem 75. Jahrestag der Unabhängigkeit Finnlands – von einer Arbeitsgruppe des Umweltministeriums ausgewählt.
Die Auswahl der Nationallandschaften ist rein symbolisch und mit keiner administrativen oder rechtlichen Bedeutung verbunden. So sind auch die exakten  Grenzen der Gebiete nicht festgelegt. Die Nationallandschaften haben jedoch einen hohen symbolischen Wert und sind allgemein als schützenswert anerkannt. Mehrere von ihnen sind von Bedeutung für den Tourismus.

## Liste der Nationallandschaften Finnlands
- Maritimes Helsinki (Merellinen Helsinki/Det maritima Helsingfors)
- Flusstal des Porvoonjoki und die Altstadt von Porvoo (Porvoonjokilaakso ja Vanha Porvoo/Borgå ådal och Gamla Borgå)
- Tapiola (Tapiola/Hagalund)
- Snappertuna – Fagervik (Snappertuna – Fagervik/Snappertuna – Fagervik)
- Eisenhütte von Pohja (Pohjan ruukki/Pojo Bruk)
- Kulturlandschaft im Flusstal des Aurajoki (Aurajokilaakson kulttuurimaisema/Kulturlandskapet i Aura ådal)
- Schärenmeer (Saaristomeri/Skärgårdshavet)
- Kulturlandschaft von Sund, Åland (Sundin kulttuurimaisema, Ahvenanmaa/Kulturlandskapet i Sund, Åland)
- See Köyliönjärvi (Köyliönjärvi/Kjulo träsk)
- Tal des Vanajavesi (Vanajaveden laakso/Vånådalen)
- Kulturlandschaft in Rautavesi (Rautaveden kulttuurimaisema/Kulturlandskapet i Rautavesi)
- Stromschnellen Tammerkoski (Tammerkoski/Tammerforsen)
- Kulturlandschaft in Hämeenkyrö (Hämeenkyrön kulttuurimaisemat/Kulturlandskapen i Tavastkyro)
- Stromschnellen Imatrankoski (Imatrankoski/Imatraforsen)
- Burg Olafsburg mit See Pihlajavesi (Olavinlinna ja Pihlajavesi/Olofsborg och Pihlajavesi)
- Os Punkaharju (Punkaharju/Punkaharju)
- Wasserstraße Heinäveden reitti (Heinäveden reitti/Heinävesi-stråten)
- Berg Väisälänmäki (Väisälänmäki/Väisälänmäki)
- Berg Koli (Koli/Koli)
- Hügeldörfer in Nordkarelien (Pohjois-Karjalan vaarakylät/Vaarabyarna i Norra Karelen)
- Fluss Kyrönjoki und südostbottnische Ackerbauebenen (Kyrönjokivarsi ja eteläpohjalaiset viljelylakeudet/Kyro älvdal och odlingsslätterna i Sydösterbotten)
- Schärengarten Kvarken (Merenkurkun saaristo/Skärgården i Kvarken)
- Insel Hailuoto (Hailuoto/Karlö)
- Natur- und Kulturlandschaft am Fluss Oulankajoki (Oulankajoen luonnon- ja kulttuurimaisemat/Natur- och kulturlandskapen längs Oulankajoki)
- Berg Aavasaksa und Tornedalen (Aavasaksa ja Tornionjokilaakso/Aavasaksa och Torne älvdal)
- Berge Pallastunturi (Pallastunturi/Pallastunturi)
- Flusstal des Utsjoki (Utsjokilaakso/Utsjoki älvdal)